# Rellswerk

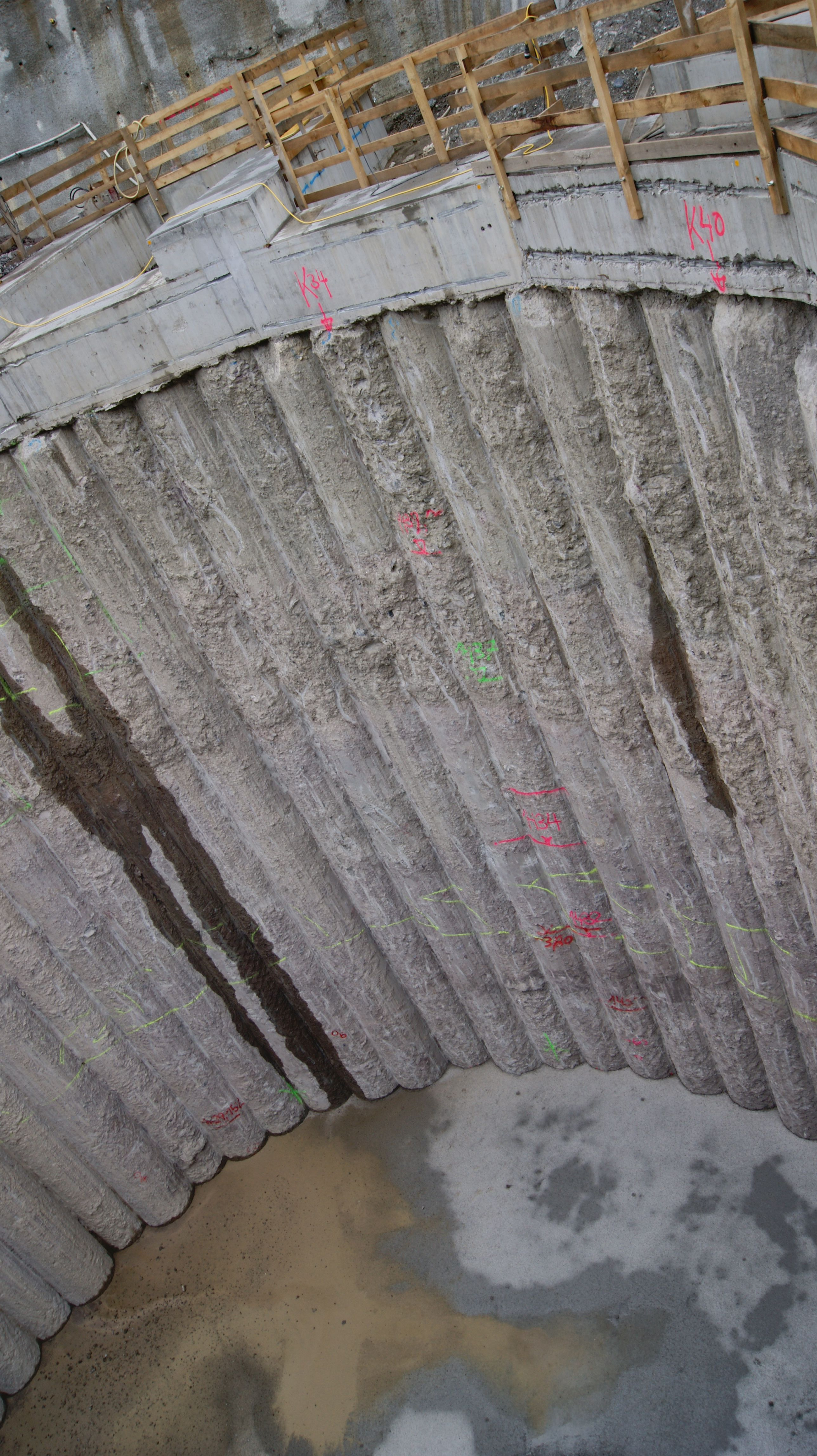
Der Kraftwerksschacht bei Gewässerkilometer 6,30 in Bau.

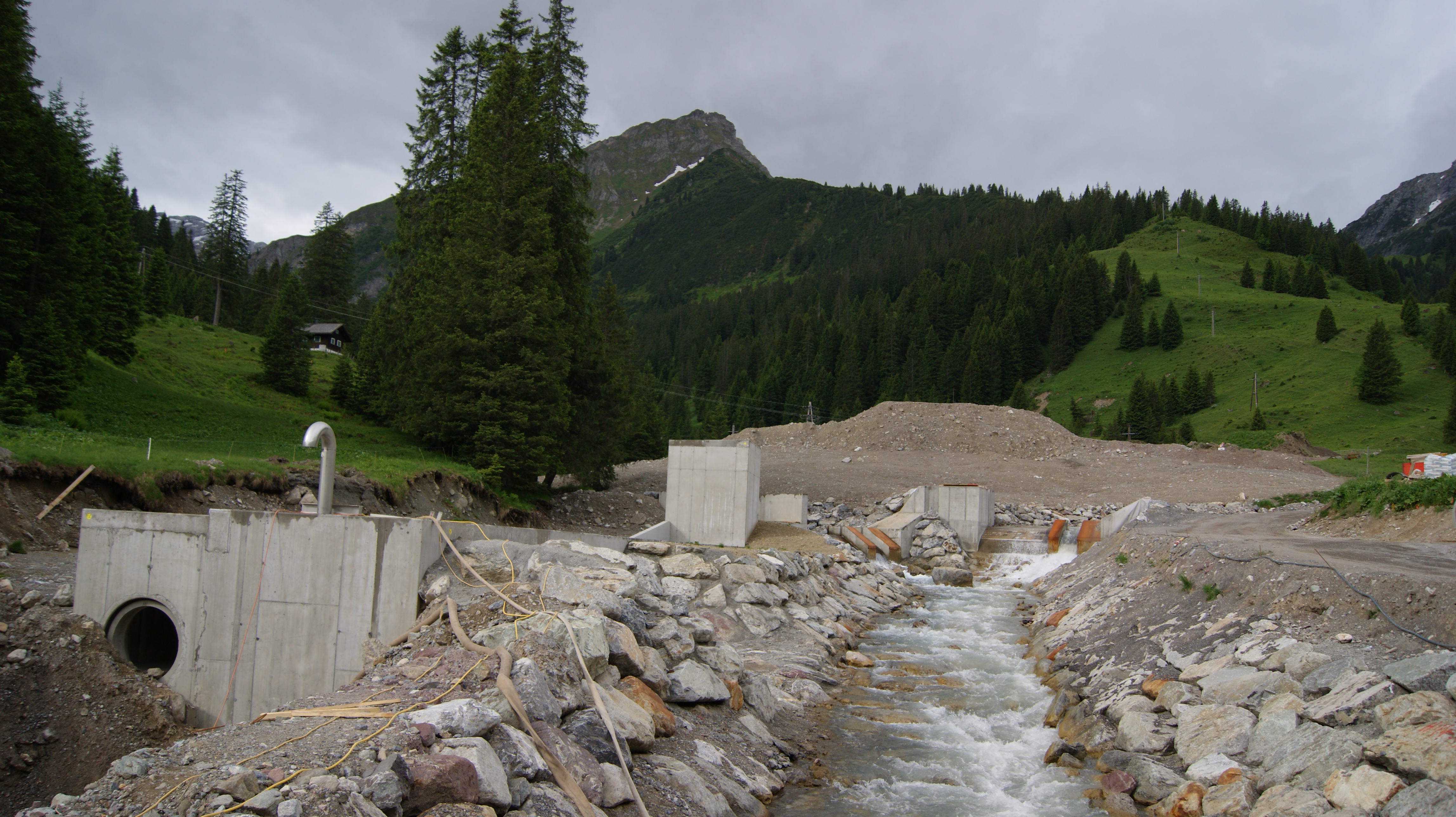
Zusammenfluss und Rechen-/Schieberbauwerke des neuen Kraftwerkes.

Das Rellswerk ist ein Pumpspeicherkraftwerk der illwerke vkw AG im österreichischen Montafon und gehört zur Werksgruppe „Obere Ill-Lünersee“. Am 28. September 2018 wurde das Rellswerk in Betrieb genommen.

## Geschichte
Bereits in den 1980er Jahren bestanden Pläne zur Nutzung des Gefälles des oberen Rellsbaches im Rellstal (Vandans, Montafon) bei der Mariahilfkapelle für das Lünerseewerk (Projekt Pumpwerk Vilifau mit 8 MW Pumpleistung).
2006 wurde von einer privaten Gruppe ein Kleinkraftwerk Rells geplant und zur wasserrechtlichen Vorprüfung eingereicht. Dieses Kraftwerk wäre etwa auf eine Leistung von 1 MW ausgelegt worden (somit etwa 3 GWh/Jahr). Das Projekt wurde nicht realisiert.
Am 8. Juli 2009 stellten die Vorarlberger Illwerke beim Amt der Vorarlberger Landesregierung den Antrag auf Genehmigung gemäß § 5 Abs. 1 Umweltverträglichkeitsprüfungsgesetz 2000 (UVP-G 2000) für die Errichtung und den Betrieb des Rellswerkes in Vandans. Am 4. Mai 2010 wurde die entsprechende Genehmigung unter Auflagen erteilt.
Offizieller Spatenstich war am 30. Juli 2014.
Unterhalb der Rellser Mariahilfkapelle im Rellstal wurde am 10. Juli 2012 mit den Vorarbeiten begonnen (Bau der Sperrkammern im hinteren Saloniental).
Am 28. September 2018 wurde das Rellswerk in Betrieb genommen.

## Rellswerk
Die Kraftwerksanlage besteht aus der Wasserbeileitung des Lünbachs (Vilifaubach) und der Zaluandabachfassung (max. 1,5 m3/s), dem Speicherbecken Rells, dem Krafthaus Rells, der Druckrohrleitung Salonien und der Sperrkammer Salonien mit Einbindung in den Taldüker Salonien zur bestehenden Triebwasserführung des Lünerseewerks.
Das Rellswerk wird über die Zentralwarte icc (illwerke vkw control center) in Vandans ferngesteuert betrieben.

### Krafthaus
Das Krafthaus ist mit vier Tiefgeschoßen in den Talboden und im oberen Bereich (Erdgeschoß) in den künstlichen Damm des Speicherbeckens Rells integriert (Schachtkrafthaus, Schachtsohle etwa 1428 m ü. A., Gesamttiefe etwa 15,50 m). Somit ist von außen lediglich das Zugangsportal sichtbar. Im Krafthaus selbst sind der Motorgenerator, der Transformator und die notwendigen elektrotechnischen sowie sonstige erforderliche Nebenanlagen untergebracht.
Im ersten Tiefgeschoß befinden sich die 20-kV-Anlage, die Leittechnik sowie Büro- und Sozialräume; im zweiten Tiefgeschoß der Motorgenerator samt Steuerungstechnik, ein Batterieraum und die Haustechnikanlage; im dritten Tiefgeschoß die Pumpenspirale, der Pumpen-Kugelschieber, Steueranlage, Hydraulikaggregat etc.; im vierten Tiefgeschoß sind die Zulaufleitung, die Absperrklappe sowie die Lenzpumpe untergebracht.
Das Rellswerk pumpt im Pumpbetrieb das im Becken Rells zwischengespeicherte Wasser in den Lünersee.

#### Technische Daten
Diese hier wiedergegebenen Daten basieren auf der vorläufig geplanten Variante vor dem Einbau und der Prüfung der Komponenten:
- ungeregelte vertikalachsige Pumpturbine (3-stufige / 1-flutige Pumpturbine):
  - Turbinennennleistung 10,4 MW,
  - Mechanische Leistung 9,34 MW
  - Pumpennennleistung 13,2 MW,
  - aufgenommene Motorleistung 13,75 MW
- Anfahrzeit in den Turbinen- oder Pumpbetrieb aus dem Stillstand etwa 60 s,[5]
- Drehzahl (konstant) 1000/min,
- Wasserdurchfluss (Pumpe bzw. Turbine) etwa 2,47 bis 2,6 m3/s,
- Netto-Nutzfallhöhe 454,50 m,
- Netto-Förderhöhe 527,70 m,
- maximale Förderhöhe etwa 540 m

#### Leitungen, Transformation
Über ein bestehendes 8 km langes, zumeist entlang der Rellstalstraße verlegtes Erdkabel (20-kV-Leitung) vom Rodundwerk I in Vandans über einen 20-MVA-Netzkuppeltrafo (110-kV-Netz) bis zur Trafostation im Rellstal erfolgt die Netzanbindung des Rellswerkes. Dessen Turbinen- und Pumpleistung war von Anfang an durch die Übertragungskapazität dieser Leitung limitiert.
Aufgrund des jahreszeitlich schwankenden Netzverbrauches im Bereich Vandans, Tschagguns und Golm ist der Leistungsanschluss des Rellswerkes an den Transformator des Rodundwerks beschränkt.

### Hydraulische Daten

#### Speicherbecken Rells
Das ovale Speicherbecken Rells liegt etwa 90 m nordöstlich des Zusammenflusses des Zaluandabaches und des Lünbaches (Vilifaubaches) zum Rellsbach auf ca. 1450 m.ü.A. rechts des Rellsbaches und besteht aus homogenen Schüttdämmen mit einer wasserseitigen Oberflächendichtung (Foliendichtung). Das Auslaufbauwerk und das talseitig daran anschließende Krafthaus befinden sich auf der östlichen Seite des Speicherbeckens.
- Längsausdehnung in südwest-nordöstlicher Richtung etwa 140 m,
- größte Breite etwa 90 m,
- Stauziel 1456,0 m.ü.A.,
- Absenkziel 1449,0 m.ü.A.,
- Dammkrone 1457,0 m.ü.A.,
- maximale Dammhöhe etwa 14,4 m,
- befahrbare Dammkrone in etwa 4 m Breite,
- Speicherbeckensohle 1453,6 bis 1447,1 m.ü.A.,
- Grundablass am südöstlichen tiefsten Sohlpunkt des Beckens auf 1447,1 m.ü.A. in den Rellsbach,[7]
- Dammkubatur (Stützkörper) etwa 32.000 m3.
- Gesamtinhalt (Beckenvolumen) 45.350 m3,
- Nutzinhalt 44.000 m3,
- Oberfläche des Beckens bei Stauziel beträgt etwa 9.880 m2
- schwallfreie Hochwasserentlastung über die Dammkrone bei 1456,0 m.ü.A. in den Rellsbach,
- Zu- und Abfluss
  - schnellste Füllung des Speicherbeckens bei maximalem natürlichem Zulauf und Pumpbetrieb: 3 Stunden,
  - Füllung des Speicherbeckens nur durch natürlichen Zulauf: 8 Stunden,
  - schnellste Leerung des Speicherbeckens bei maximalem Zulauf: 11 Stunden,
  - schnellste Leerung des Speicherbeckens ohne natürlichen Zulauf bis zum Absenkziel: 5 Stunden,
  - Maximale Pumpleistung vom Speicherbecken in den Lünersee: 174.000 m3/Tag.

Oberhalb des talauswärtigen Beckenendes liegt das Tannlegertobel. Zum Schutz vor Muren wurde ein Schutzwall oberhalb des Beckens errichtet (aus etwa rund 7.000 m3 natürlichem Schüttmaterial).

#### Druckrohrleitung Salonien
Vom Krafthaus Rells bis zum bestehenden Taldüker Salonien (Sperrkammer Salonien) wird eine erdverlegte Druckrohrleitung für die Triebwasserführung mit einer Länge von ca. 2310 m erstellt (mittlere Steigung 11 %). Die Rohrleitung wird mit einem Durchmesser von maximal 1,2 m ausgeführt und mit 1,2 m Erdreich überdeckt, so dass diese frostsicher verlegt ist.
- Bemessungsdruck etwa 72 bar (Becken Rells),
- schräge Länge Druckrohrleitung etwa 2310 m,
- Höhendifferenz 258,50 m.

#### Wasserhaushalt unterhalb des Rellswerkes
In Höhe des Kraftwerks stehen 22,9 Millionen m3 natürlich zufließendes Wasser/Jahr zur Verfügung. In den darunter liegenden Rellsbach werden davon nun nur noch 72 l/s = etwa 5,9 Millionen m3 Dotierwasser/Jahr eingeleitet. Für die bestehende, in 1037,5 m.ü.A. Höhe liegende Rellsbachfassung im unteren Teil des Rellsbaches bedeutet dies, dass dort anstatt bisher 27,5 Millionen m3/Jahr nur mehr 10,5 Mio. m3/Jahr (= 5,9 Mio. m³ Dotierwasser/Jahr und 4,6 Mio. m³/Jahr natürliche Zuflüsse des Rellsbachs oberhalb dieser Fassung) gefasst und dem Staubecken Latschau durch einen Überleitungsstollen zugeführt werden können.